# Liste der Resolutionen des UN-Sicherheitsrates (2001)
Diese Liste der Resolutionen des UN-Sicherheitsrates nennt die 51 vom Sicherheitsrat der Vereinten Nationen im Jahr 2001 verabschiedeten Resolutionen.
| Nummer | Beschluss vom | Gegenstand | Mission |
| ------ | ------------- | --- | ------- |
| 1335   | 12. Januar    | Situation in Kroatien |         |
| 1336   | 23. Januar    | Situation in Angola |         |
| 1337   | 30. Januar    | Situation im Nahen Osten |         |
| 1338   | 31. Januar    | Situation in Osttimor |         |
| 1339   | 31. Januar    | Situation in Georgien |         |
| 1340   | 8. Februar    | Internationales Tribunal für das frühere Jugoslawien (ICTY) |         |
| 1341   | 22. Februar   | Situation in der Demokratischen Republik Kongo |         |
| 1342   | 27. Februar   | Situation in der Westsahara |         |
| 1343   | 7. März       | Situation in Liberia |         |
| 1344   | 15. März      | Situation zwischen Eritrea und Äthiopien |         |
| 1345   | 21. März      | on the letter dated 4 March 2001 from the Permanent Representative of the former Yugoslav Republic of Macedonia to the United Nations addressed to the President of the Security Council (S / 2001/191) |         |
| 1346   | 30. März      | Situation in Sierra Leone |         |
| 1347   | 30. März      | on the International Criminal Tribunal for Rwanda |         |
| 1348   | 19. April     | Situation in Angola |         |
| 1349   | 27. April     | Situation in der Westsahara |         |
| 1350   | 27. April     | on the International Criminal Tribunal for the Former Yugoslavia (ICTY) |         |
| 1351   | 30. Mai       | Situation im Nahen Osten |         |
| 1352   | 1. Juni       | Situation zwischen Irak und Kuwait |         |
| 1353   | 13. Juni      | on the Strengthening co-operation with troop-contributing countries |         |
| 1354   | 15. Juni      | Situation in Zypern |         |
| 1355   | 15. Juni      | Situation in der Demokratischen Republik Kongo |         |
| 1356   | 19. Juni      | Situation in Somalia |         |
| 1357   | 21. Juni      | Situation in Bosnien und Herzegowina |         |
| 1358   | 27. Juni      | on the recommendation for the appointment of the Secretary-General der Vereinten Nationen |         |
| 1359   | 29. Juni      | Situation in der Westsahara |         |
| 1361   | 5. Juli       | on the date of election to fill a vacancy in the International Court of Justice |         |
| 1362   | 11. Juli      | Situation in Kroatien |         |
| 1363   | 30. Juli      | Situation in Afghanistan |         |
| 1364   | 31. Juli      | Situation in Georgien |         |
| 1365   | 31. Juli      | Situation im Nahen Osten |         |
| 1366   | 30. August    | Rolle des UN-Sicherheitsrates zur Verhinderung bewaffneter Konflikte |         |
| 1367   | 10. September | bzgl. Resolution 1160 des UN-Sicherheitsrates vom 31. März 1998 |         |
| 1368   | 12. September | Bedrohung des internationalen Friedens und Sicherheit durch terroristische Angriffe |         |
| 1369   | 14. September | Situation zwischen Eritrea und Äthiopien |         |
| 1370   | 18. September | Situation in Sierra Leone |         |
| 1371   | 26. September | Situation in der ehemaligen Jugoslawischen Republik Mazedonien |         |
| 1372   | 28. September | bzgl. Resolution 1054 des UN-Sicherheitsrates vom 26. April 1996 |         |
| 1373   | 28. September | Bedrohung des internationalen Friedens und Sicherheit durch terroristische Angriffe |         |
| 1374   | 19. Oktober   | Situation in Angola |         |
| 1375   | 29. Oktober   | Situation in Burundi |         |
| 1376   | 8. November   | Situation in der Demokratischen Republik Kongo |         |
| 1377   | 12. November  | Bedrohung des internationalen Friedens und Sicherheit durch terroristische Angriffe |         |
| 1378   | 14. November  | Situation in Afghanistan |         |
| 1379   | 20. November  | Kinder und bewaffnete Konflikte |         |
| 1380   | 27. November  | Situation in der Westsahara |         |
| 1381   | 27. November  | Situation im Nahen Osten |         |
| 1382   | 29. November  | Situation zwischen Irak und Kuwait |         |
| 1383   | 6. Dezember   | Situation in Afghanistan |         |
| 1384   | 14. Dezember  | Situation in Zypern |         |
| 1385   | 19. Dezember  | Situation in Sierra Leone |         |
| 1386   | 20. Dezember  | Situation in Afghanistan |         |